# بولسواو دروک
بولسواو دروک (انگلیسی: Bolesław Drewek؛ ۲۶ نوامبر ۱۹۰۳ – ۱۱ نوامبر ۱۹۷۲) اهل لهستان بود.
وی در مسابقات کشوری و بین‌المللی در مجموع برندهٔ ۱ مدال برنز شده‌است.